# حزب الائتلاف الوطني
حزب الائتلاف الوطني حزب سياسي فلسطيني سابق ذو توجه قومي وطني ، تأسس في ديسمبر 1935 . وكان مؤسسوه جميع قادة الأحزاب القائمة في فلسطين آنذك.

## نبذة عن الحزب
عقب ثورة عز الدين القسام أو الثورة الفلسطينية الكبرى تهيأت النفوس للثورة ورأى قادة الأحزاب السياسية ان الأمور تكاد تفلت من ايديهم فأتفقوا على العمل المشترك حيث كونوا ائتلاف فيما بينهم.
وقد اُخذ على هذا الائتلاف قبوله التفاوض مع المندوب السامي البريطاني في ذلك الوقت بشأن المجلس التشريعي دون الرجوع إلى قادة الأحزاب المشاركة فيه.